# ThxSoMch
ThxSoMch (справжнє ім'я Carter De Filippis, нар. Торонто, Канада) — співак і автор пісень. Він розпочав свою кар'єру, коли випустив свій перший сингл «Runaway (Move Quick)» у вересні 2022 року. Невдовзі співак став популярним, а саме коли випустив найбільший сингл «Spit in My Face!» у грудні 2022 року, який станом на серпень 2023 зібрав понад 300 мільйонів прослуховувань на Spotify і потрапив у міжнародні чарти.

## Біографія
ThxSoMch народився у Торонто, Канада.

## Кар'єра
4 вересня 2022 року співак випустив свій перший сингл «Runaway (Move Quick)». Незабаром, 12 вересня, його другий сингл «Only Need My Baby! (SMOAGT)», а потім «Like I'm British» 22 вересня та «How You Always Look So Good?» 29 вересня.
ThxSoMch випустив свій п'ятий сингл «Spit in My Face!» 7 грудня 2022 року, що відзначився миттєвим успіхом. Ones to Watch похвалили його «темний інді-рок гімн». У американському чарті Billboard Hot Rock Songs пісня посіла дев'яте місце. Ця пісня також дебютувала на 100 місці в чарті Billboard Hot 100. У UK Singles Chart пісня досягла 56 місця. Пісня посіла перше місце в UK Independent Singles Breakers Chart .
У січні 2023 року ThxSoMch випустив сингл «Caroline», наступного місяця «Hate», а вже у квітні 2023 «Crumbled». Він оголосив, що його дебютний мініальбом Sleez вийде 19 травня 2023 року.

## Дискографія

### Мініальбом
- Sleez (2023)

### Сингли
- «Runaway (Move Quick)» (2022)
- «Only Need My Baby! (SMOAGT)» (2022)
- «Like I'm British» (featuring Yxng LJ) (2022)
- «How You Always Look So Good?» (2022)
- «Imperfect Girl» (with thekid.ACE) (2022)
- «Keep It Tucked» (2022)
- «Spit in My Face!» (2022)
- «Caroline» (2023)
- «Hate.» (2023)
- «Crumbled» (2023)